# Speed 2 - Senza limiti
Speed 2 - Senza limiti (Speed 2: Cruise Control) è un film statunitense del 1997 diretto da Jan de Bont.
Il film è il seguito di Speed.

## Trama
Los Angeles: Annie Porter frequenta lezioni di scuola guida per poter riottenere la patente revocata; durante una di queste spiega di aver lasciato l'agente LAPD Jack Traven (troppo dedito al lavoro ed incline a comportamenti spericolati) in favore di Alex Shaw, collega di Jack, che a detta di lei è una persona completamente diversa. Tuttavia, imbattendosi accidentalmente in una articolata operazione di polizia, incontra proprio Alex il quale ha appena ultimato un azzardato inseguimento stradale catturando un malvivente. Annie è molto contrariata del fatto che lui abbia mentito sul suo vero lavoro, e per alleviare la tensione creatasi quest'ultimo le offre due biglietti per una distensiva crociera nei Caraibi. Inizialmente riluttante, Annie accetta.
I due si imbarcano sulla nave da crociera “Seabourn Legend” da Los Angeles e prendono il largo; tra i passeggeri c'è John Geiger, un ex-dipendente della compagnia marittima, incaricato dello sviluppo dei sistemi informatici di bordo. Egli in realtà ha elaborato un piano per vendicarsi del licenziamento subìto a causa di una malattia professionale terminale, consistente nell'avvelenamento da rame del sangue. Una volta al largo, muovendosi inosservato a bordo della nave, interrompe le comunicazioni con la terraferma, e tramite un pc portatile posizionato nella sua cabina, prende il controllo del computer di bordo e il governo dell'imbarcazione.
La “Seabourn Legend” comincia a deviare dalla rotta prevista: il comandante, preoccupato del fatto che il pilota automatico non si disinserisca, si imbatte in Geiger sul ponte, finendo per essere gettato in mare aperto da quest'ultimo. All'improvviso la nave intera sussulta pericolosamente: Geiger infatti danneggia un motore per poi farlo esplodere, per bloccare temporaneamente la marcia. Chiama la sala comando, informando il primo ufficiale (Sig. Juliano) che il comandante è morto e intimandogli di dare l'allarme evacuazione, pena l'esplosione delle cariche piazzate sui vari ponti. Il primo ufficiale obbedisce; Geiger ferma la nave e iniziano le operazioni di evacuazione con le scialuppe di salvataggio. I passeggeri credono a un vero e proprio affondamento e cominciano ad imbarcarsi frettolosamente sulle lance: tuttavia, sentendo l'odore di zolfo che esce dalle condutture d'aria, Alex si insospettisce della cosa e decide di andare a parlare con l'equipaggio in sala comando. Nel frattempo, la nave riprende a navigare con rotta verso gli scogli dell'isola caraibica di San Martin. L'agente comprende la gravità della situazione e decide di aiutare l'equipaggio a fermare l'imbarcazione e bloccare Geiger, nonostante la contrarietà espressa da Annie. Rendendosi conto di non poter riprendere manualmente il controllo, decide di fare rallentare la “Seabourn Legend” imbarcando acqua; nel frattempo, tenta di raggiungere Geiger per i corridoi della nave, ma senza successo. Quest'ultimo, una volta presi i gioielli di bordo all'interno della cassaforte e controllando il pilota automatico con un computer portatile, comincia a fare i preparativi per andarsene. Alex, Annie, Juliano e il resto dell'equipaggio capiscono che il vero obiettivo del terrorista non è fare schiantare la nave sull'isola ma verso la petroliera “Eindhoven Lion”, ancorata al largo. Alex decide di collocare un grosso cavo da ormeggio fra le eliche, immergendosi in acqua nel tentativo di bloccare la marcia, senza risultato. Nel fare questo vengono scoperti e intercettati da Geiger, il quale prende in ostaggio Annie, fuggendo con lei tramite un wind-jet dopo avere aperto il portellone di poppa. Alex non riesce a fermarli, e con l'aiuto di Juliano riesce ad accedere ai bassifondi della nave, nel tentativo di raggiungere e azionare a mano i propulsori laterali di manovra per deviare la rotta.
La nave procede spedita, mentre dalla “Eindhoven Lion” capiscono dell'imminente collisione e accendono i motori per spostarsi. Alex riesce faticosamente a far girare l'elica di manovra laterale e la “Seabourn Legend” comincia a virare a dritta, ma troppo tardi. La collisione avviene però lateralmente, la nave “striscia” con il fianco sinistro in quello destro della Eindhoven, evitando uno scontro frontale.
Una volta superato l'ostacolo, l'equipaggio ha davanti l'isola di San Martin: Alex compie un ultimo tentativo di fermare la corsa gettando l'ancora in movimento ma la nave, ormai ingovernabile, finisce contro il porticciolo, procedendo sulla terraferma e distruggendo tutto ciò che incontra, devastando così la zona; la “Seabourn Legend” si ferma dopo alcune decine di metri, con l'elica di poppa ancora attiva, ma ormai fuori dall'acqua.
Nel frattempo, al largo dell'isola, Annie riesce a liberarsi da Geiger, sganciandosi dal wind-jet, ma viene di nuovo raggiunta di lì a poco; Alex, sceso dalla nave, sale su una barca e si lancia all'inseguimento dei due. Geiger lascia il wind-jet e fa salire Annie su un idrovolante, iniziando il decollo. Alex si mette sulla loro scia, riuscendo a salirvi sopra col velivolo già ad alcuni metri di altezza e libera Annie. I due cadono in acqua, ma vengono salvati dalla barca di appoggio. Geiger invece, impatta con l'idrovolante su un albero di una superpetroliera ancorata al largo, rimanendovi incastrato e finendo per esplodere con tutta la nave.
La scena finale mostra la piccola barca di appoggio fare ritorno verso il porticciolo (ormai semidistrutto) dell'isola, con i due protagonisti sfiniti ma salvi, ed una imponente vista della poppa della "Seabourn Legend" adagiata su un fianco dentro alla città.

## Produzione
Il film è costato 160 000 000 di dollari. Jason Patric fu ingaggiato per la cifra di 8 000 000 di dollari, che l'attore in seguito investì per finanziare il film Amici & vicini.
Il film è girato a bordo della Seabourn Legend, nave che apparteneva fino al 2015 alla compagnia Seabourn Cruise Line.

### Riprese
Il film è stato girato fra:
- le Bahamas[3]
- Saint-Martin, ai tempi territorio guadalupano[4][5]
- Key West e Miami, Florida[6][7]
- Valencia, Los Angeles e gli Sony Pictures Studios di Culver City, California

## Accoglienza

### Incassi
Negli Stati Uniti il film ha esordito con 16158942 $, incassando solo 48 milioni di dollari e rivelandosi un flop commerciale.

L'incasso mondiale è stato di 164508066 $.

### Critica
Il film è stato considerato un disastro dalla critica e ha ricevuto recensioni per lo più negative. Il sito Rotten Tomatoes riporta che solo il 4% delle 76 recensioni professionali ha dato un giudizio positivo. Solo la sequenza finale è riuscita ad ottenere qualche lode da parte di diversi critici.
Nell'edizione dei Razzie Awards del 1997 il film si aggiudica il premio per il Peggior remake o sequel ed ottiene altre sette candidature per: Peggior film, peggior attrice protagonista  a Sandra Bullock, Peggior attore non protagonista a Willem Dafoe, Peggior coppia a Sandra Bullock e Jason Patric, Peggior regista a Jan de Bont, Peggior sceneggiatura a Jeff Nathanson e Peggior canzone originale.

## Sequel
Sandra Bullock si è detta disponibile per un eventuale Speed 3, così come Keanu Reeves (che aveva recitato nel primo capitolo, ma assente in questo, poiché partecipò a L'avvocato del diavolo), a patto che si riesca a trovare una trama convincente. A fine 2020, rumor lasciano intendere che la casa produttrice Disney (che ha acquisito i 20th Century Studios) abbia intenzione di mettere in cantiere un terzo episodio con il cast originale.